# Hszi Csin-ping
Hszi Csin-ping (Xi Jinping) (kínaiul: 习近平, pinjin, hangsúlyjelekkel: Xí Jìnpíng; Senhszi (Shaanxi) tartomány, Fuping vagy Peking, 1953. június 15. –) kínai politikus, a Kínai Népköztársaság (KNK) elnöke. 2012. november 15. óta a Kínai Kommunista Párt (KKP) főtitkára, a Központi Bizottság (KB) Politikai Bizottsága Állandó Bizottságának, az ország de facto legfelső hatalmi grémiumának a tagja, valamint a KKP Központi Katonai Bizottságának az elnöke. A KNK ötödik vezetői generációjának a vezetője. 2010 óta számított az ország kijelölt következő vezetőjének. 2008. március 15. óta a Kínai Népköztársaság alelnöke volt.
A politológusok gyakran diktátorként jellemezik, aki körül személyi kultusz alakult ki. 2018-ban eltöröltette az elnöki ciklus korlátait és a Kínai Népi Kongresszus 2023. március 10-én harmadik ciklusra is megerősítette az ország elnöki posztján. Az elnök hivatali ideje addig két ciklusra korlátozódott.
Kül- és belpolitikáját az uralma alatt a kínai lakosság fokozott állami digitális megfigyelése, a cenzúra, a kínai ujgurok üldöztetése és átnevelése, a hongkongi tiltakozások 2019-es leverése, a Tajvan függetlenségéhez való agresszív hozzáállás, továbbá az Ukrajna elleni 2022-es orosz invázió nyomán Kína és Oroszország megerősödött kapcsolata jellemzi.

## Családja
Apja, Hszi Csung-hszün (Xi Zhongxun) (1913–2002) a Kínai Kommunista Párt alapító tagja volt, később a KNK kiemelt funkcionáriusa lett. Földbirtokos család legidősebb fia volt, 13 éves korában csatlakozott a kommunista mozgalomhoz. A hosszú menetelés végén ő fogadta Mao Ce-tung (Mao Zedong) megmaradt erőit Jenan (Yan'an)ban. A KNK kikiáltása után a párt agit-prop osztályát vezette, majd miniszterelnök-helyettes, PB-tag, parlamenti alelnök volt. Kanton (Guangzhou)i párttitkárként felügyelte az első különleges gazdasági övezet, Sencsen (Shenzhen) felemelkedését. Pályája során háromszor is félreállították, végül 74 éves korában parlamenti díszfunkcióba került. Hat gyermeke született.

## Pályafutása
1969-ben a kínai kulturális forradalom idején a család szintén kegyvesztetté vált. Hszi Csin-ping (Xi Jinping)et a vörösgárdisták vidékre száműzték „átnevelésre”. A kínai szemmel különösen magas, erős felépítésű fiatalember azonban jól bírta a fizikai megpróbáltatásokat. Gyorsan népszerűvé vált a helyi parasztság körében. 18 éves korában KISZ-titkár, 21 éves korában párttag, majd egy termelőbrigád párttitkára lett.
A kulturális forradalom enyhültével 1975-ben a helyi pártszervezet ajánlására a pekingi Csinghua Egyetem (Qinghua Egyetem)re (a „kínai Harvard”) került, ahol kezdetben vegyészmérnöknek tanult, majd marxizmusból és ideológiai nevelésből szerzett diplomát. Később ugyanott jogi diplomát is szerzett levelező tagozaton.
Felesége, Peng Li-jüan (Peng Liyuan) népszerű énekesnő.
1982-ben Hszi Csin-ping (Xi Jinping) Keng Piao (Geng Biao) akkori védelmi miniszter, PB-tag titkára lett. (A sinológusok a feltörekvő fiatal kínai politikusokat két nagy csoportra osztják: a „mishu”-kra – a befolyásos vezetők korábbi titkárai –, valamint a „taizi”-kra, a „hercegekre”, korábbi vezetők leszármazottaira. Új beosztása révén Hszi Csin-ping (Xi Jinping) mindkét csoport tagja lett.)
Karrierjét később a kínai szokásoknak megfelelően vidéken folytatta, helyi pártfunkciókat töltött be, valamint ugyancsak a szokásoknak megfelelően a kínai hadseregben, a Kínai Népi Felszabadító Hadseregben is töltött be pártfunkciót. 1992-ben a kínai parlament, az Országos Népi Gyűlés tagja lett. 1993-ban nemzeti díjat kapott az öregek kiemelkedő támogatásáért – ennek jelentősége Kínában a konfuciánus hagyományok miatt igen nagy.
1995-ben a 35 milliós tengerparti, Tajvannal szemben fekvő Fucsien (Fujian) tartomány élére kerül. 1997-ben Csiang Cö-min (Jiang Zemin) elnök közvetlen döntése alapján a KKP KB póttagja lett.
Fucsien (Fujian)i tevékenysége során nagy súlyt fektetett a tartomány gazdasági fejlesztésére, sőt a tajvani tőke bevonására is. (Fucsien (Fujian)ben ugyanazt a dialektust beszélik, mint Tajvanon; ez is megkönnyíti a kapcsolatok fejlesztését.) Hitet tett a szolgáltató típusú kormányzás fejlesztése mellett, amivel nagy feltűnést keltett.
2002-től Csöcsiang (Zhejiang) tartomány pártszervezetének élére került, ugyanitt állami posztokat is betöltött. Ebben a Sanghajjal szomszédos tartományban folytatta merész gazdasági elképzeléseinek megvalósítását, és a vidéket – a Jangce deltáját – igyekezett a Gyöngy-folyó deltavidékének mintájára (Kanton (Guangzhou), Hongkong, Makaó, Sencsen (Shenzhen)) fejleszteni. Ennek során jó kapcsolatokat alakított ki mind a fejlődő hazai nagytőkével, mind külföldi gazdasági és politikai szereplőkkel.
2007 márciusában Sanghaj élére került azzal a feladattal, hogy az ottani korrupciós ügyekbe belebukott helyi vezetők tevékenységét kivizsgálja, és helyreállítsa a 18 milliós város törvényes rendjét, biztosítsa a további gazdasági fejlődést.
2007 októberében a KKP XVII. kongresszusán bekerült a Politikai Bizottság Állandó Bizottságába, a KNK tényleges hatalmi központjába. Egyidejűleg a KB titkára is lett, valamint megtartotta helyét Sanghaj pártszervezetének élén.
2008 elején Hszi Csin-ping (Xi Jinping)et kinevezték a pekingi olimpia szervezésének vezetőjévé is, jelezve, hogy mekkora jelentőséget tulajdonítanak az olimpiának, amellyel Kína a világ előtt kíván büszkélkedni a Teng Hsziao-ping (Deng Xiaoping) által 1978-ban elindított nyitás eredményeivel.

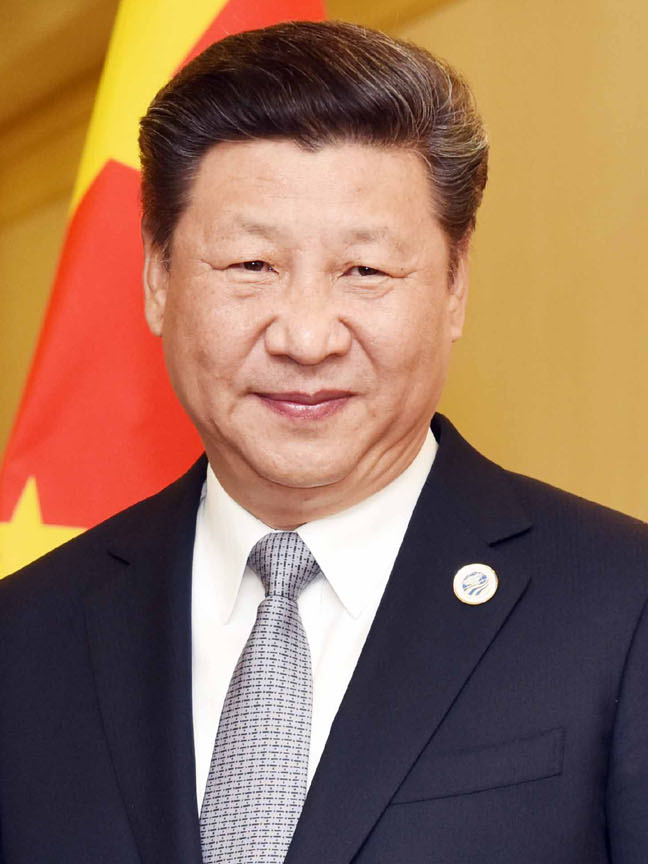
Hszi Csin-ping (Xi Jinping) 2016-ban

Ezzel tagja lett a kínai politikusok azon szűk körének, amelyet a KNK helyzetét elemző sinológus-politológus megfigyelők az „ötödik nemzedéknek” neveznek (Mao, Teng Hsziao-ping (Deng Xiaoping), Csiang Cö-min (Jiang Zemin) és a Hu Csin-tao (Hu Jintao) vezette, 2002 és 2012 között hatalmon lévő gárda után). Ennek a csoportnak tagjai még Li Ko-csiang (Li Keqiang) (1956), aki a miniszterelnöki posztra esélyes, Vang Csi-san (Wang Qishan) (1948) pekingi polgármester, Li Jüan-csao (Li Yuanchao) (1952) tartományi párttitkár és mások. Po Hszi-laj (Bo Xilai) (1949), a 2012-ben látványosan megbukott kereskedelmi miniszter is ebbe a csoportba tartozott korábban.
2010. október 18-án a KKP 370 tagú Központi Bizottsága Hszi Csin-ping (Xi Jinping)et a párt kulcsfontosságú, a kétmilliós hadsereget felügyelő katonai bizottságának az alelnöki tisztébe nevezte ki. Ez volt a KKP legfőbb vezetőjének kiválasztása során a hagyományos menetrendnek megfelelő következő lépés.
2012. november 15-én a KKP kongresszusán választották meg, az előzetes várakozásoknak megfelelően, a párt főtitkárának, azaz az ország de facto vezetőjének. A KB Politikai Bizottsága Állandó Bizottságának, az ország de facto legfelső hatalmi grémiumának az első embere lett, valamint a KKP Központi Katonai Bizottságának az elnökévé is megválasztották. Ezzel a KNK ötödik vezetői generációjának a vezetőjeként hivatalba lépett. Az államelnöki posztra az Országos Népi Gyűlés 2013 márciusában választotta meg, követve a szokásos menetrendet.
2018-ban a kínai vezetés megváltoztatta a Teng Hsziao-ping (Deng Xiaoping) óta érvényben lévő szabályt, miszerint az ország legfelső vezetője csak két ötéves terminust tölthet hivatalában. Ezzel Hszi Csin-ping (Xi Jinping) Kína legerősebb vezetője lett Mao Ce-tung (Mao Zedong) óta. Hszi Csin-ping (Xi Jinping) túllépett a kollektív vezetés addig nagyjából érvényesülő szabályain is, szorosan kezébe vette a kormányzat irányítását a kormányzati bürokrácia csökkentésére hivatkozva és megkérdőjelezhetetlen vezetővé vált, aki körül bizonyos személyi kultusz is kezdett kialakulni. Olyan káderekkel vette körül magát, akiket korábbi vidéki posztjain ismert meg és akik személyes híveivé váltak.
Az új szabályoknak megfelelően 2022 októberében a Kínai Kommunista Párt Központi Bizottsága újabb öt évre, immár a harmadik ciklusra is pártfőtitkárrá választotta. Megtartotta a Központi Bizottság Katonai Tanácsának elnöki tisztségét is.

## Magyar vonatkozás
Hszi Csin-ping (Xi Jinping) még a Kínai Népköztársaság alelnökeként 2009 októberében négynapos hivatalos látogatáson Magyarországon járt. Sólyom László köztársasági elnök mellett fogadta őt Bajnai Gordon miniszterelnök is, majd a két politikus jelenlétében 15, a két ország közötti egyezményt írtak alá. A magyar kormányfő és a kínai alelnök üzleti fórumon is részt vett.
A kínai alelnök 2009. októberi európai körútja során Belgiumot, Németországot, Bulgáriát, Magyarországot és Romániát kereste fel. Belgiumban részt vett az Europalia-Kína művészeti fesztivál rendezvényein, majd jelen volt a 2009. évi Frankfurti Könyvvásáron, amelynek ebben az évben a Kínai Népköztársaság volt a díszvendége.
Hszi Csin-ping (Xi Jinping) 2024. május 8-10. között, immár elnökként ismét Magyarországra látogatott.

## Magyarul megjelent művei
- Kína kormányzásáról (Antall József Tudásközpont, 2017) ISBN 978 615 555 914 3